# Highworth

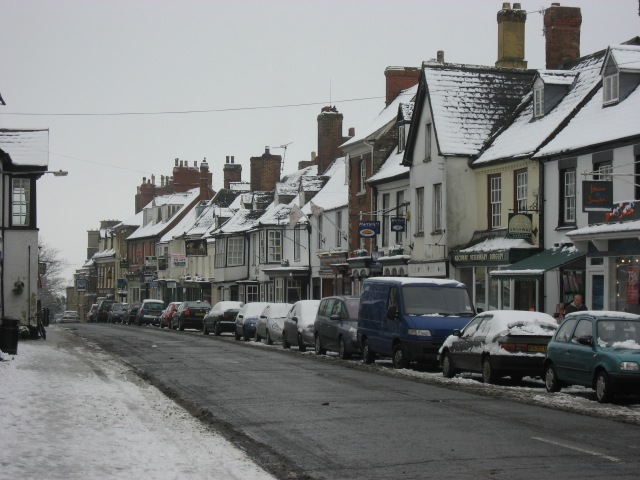
High Street une journée d'hiver

Highworth est une ville de marché et paroisse civile dans le Wiltshire, en Angleterre, à environ 6 miles (10 km) au nord-est de Swindon town centre. Le Recensement de 2011 a enregistré une population de 8,151.

## Histoire
Highworth se situe sur une colline, dans une position stratégique au-dessus de la partie supérieure de la vallée de la Tamise et semble avoir été occupée de façon presque ininterrompue depuis 4 000 ans.[citation nécessaire] Elle est mentionnée dans le Domesday Book comme "Wrde'. Sur la carte de John Speed du Wiltshire (1611), le nom est épelé à la fois Highwoth (pour cent) et Hiworth (pour la ville elle-même). En 1206, elle se vit accorder une charte pour son marché, qui est toujours organisé de façon hebdomadaire. Les origines et le dessin de Highworth sont médiévales.
Highworth était un fief Royaliste dans la Guerre Civile anglaise, mais le 17 juin 1645 Sir Thomas Fairfax la captura et ses troupes Parlementaires y restèrent en garnison jusqu'en octobre de l'année suivante. L'occupation a coïncidé avec une grave épidémie de peste. Les commerçants déplacèrent leurs affaires à Swindon, et le marché de Highworth n'a pas récupéré sa fréquentation avant la fin du XVIIe siècle. Highworth bénéficia du boom économique durant les Guerres napoléoniennes et la Révolution industrielle, et la plupart des maisons dans le centre-ville datent de cette époque. De 1894 à 1974, il y a un District Rural de Highworth mais la ville fait maintenant partie de Swindon. Highworth fut à une occasion plus peuplée que sa voisine Swindon, quand la population de Highworth dépassa les 12.000 âmes.

## Géographie
Highworth est sur une colline au-dessus de la partie supérieure de Thames Valley (vallée de la Tamise), et à 436 ft (133 m) au-dessus du niveau de la mer. C'est la ville la plus élevée du comté du Wiltshire.
La paroisse comprend le village de Sevenhampton et les hameaux de Hampton et de Redlands.

## Économie
De nombreux habitants travaillent à l'usine de voitures Honda entre Highworth et Swindon.[citation nécessaire] Highworth est une petite ville de marché typique avec une variété de petits magasins, les touristes l'utilisent comme base pour visiter les environs de Cotswolds, Zone de Beauté Naturelle Exceptionnelle.[citation nécessaire]

## Culture et communauté
La ville est jumelée avec Pontorson en Normandie. Le Centre Communautaire de Highworth s'est ouvert dans l'ancienne école primaire de Northview en juin 2011.

## Points de repère
L'Église paroissiale (Église d'Angleterre) Saint-Michael (voir ci-dessous) est au centre de la ville, à l'angle de la High Street et de la route de Swindon. Le centre de la vieille ville, avec de nombreuses belles maisons de style géorgien et Reine Anne devint une zone de conservation en 1976.
Le Old Manor House dans High Street, datant de 1656, est un bâtiment classé de Grade II.

## Transport
Highworth fut le terminus d'une ligne du Great Western Railway venant de Swindon.

## Éducation
La Highworth Warneford School est une école secondaire sur Shrivenham Road.

## Églises

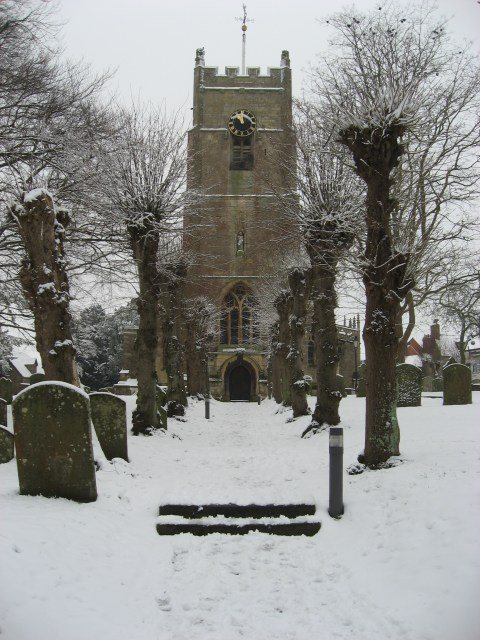
L'église paroissiale Saint-Michael en hiver

L'Église  paroissiale d'Angleterre est dédiée à Saint Michael et Tous les Anges. La paroisse comprend aussi les églises de St James, Sevenhampton et St Jean Baptiste, Inglesham. Le Highworth Community Church fut fondée il y a plus de 30 ans et est basée dans le Centre Communautaire.
Deux chapelles Méthodistes furent construites en 1838 et 1842. La première s'avéra trop petite et une nouvelle fut construite sur les Ormes en 1856. En 1964, les deux congrégations se combinèrent pour former une plus grande chapelle sur le site actuel. Cette église a été à son tour agrandie en 1992.

## Services publics
Highworth a été enregistré la première fois en tant que ville de poste en 1673. Entre 1835 et 1839, il y a un Penny Post entre Highworth et Cold-Harbour, un village sur la route Swindon – Cirencester près de Broad Blunsdon. Mme Mabel Stranks, qui fut maîtresse de poste durant la Deuxième Guerre Mondiale, fut un contact clé pour les membres des Unités Auxiliaires, une organisation résistante. Une plaque commémorative sur le mur de l'ancien bureau de poste rappelle sa contribution.